# Pangerpeton sinensis
Pangerpeton sinensis — викопний вид хвостатих амфібій підряду Cryptobranchoidea. Вид існував у кінці юрського періоду (164 млн років тому) в Азії. Скам'янілі рештки знайдені поблизу села Вубайдінг у провінції Ляонін у Китаї. Скам'янілості (голотип IVPP V14244) складаються з добре збереженого, майже повного скелета. Амфібія мала коротке тіло та широку голову (розмір черепа 8х13 мм).